# 這本BL不得了！
《這本BL不得了！》（日语：このBLがやばい！）為日本宙出版從2008年起所發行的BL作品導覽書。由讀者及專業人士投票選出BL類型的漫畫、小說各20部並在書中詳細介紹，在每年的12月公布翌年度名單。

## 漫畫獲選名單
僅列出歷屆第一名

### 2009至2010年度
- 2009年度第一名：《同級生》中村明日美子[2]
- 2010年度第一名：《愛在絕境重生》水城雪可奈[2]

### 2011至2015年度
- 2011年度第一名：《卒業生》中村明日美子[2]
- 2012年度第一名：《鮫島君和笹原君》腰乃[2]
- 2013年度第一名：《空與原》中村明日美子[2]
- 2014年度第一名：《東京心中》トウテムポール[2]
- 2015年度第一名：《O.B.》中村明日美子[3]

### 2016至2020年度
- 2016年度第一名：《10 Count》寶井理人[4]
- 2017年度第一名：《憂鬱之朝》日高翔子[5]
- 2018年度第一名：《百與卍》紗久樂さわ[6]
- 2019年度第一名：《徘徊期的少年》（ラムスプリンガの情景）吾妻香夜[7]
- 2020年度第一名：《新裝版あちらこちらぼくら》たなと[8]

### 2021年度
- 2021年度第一名：《擁抱春天的羅曼史ALIVE》新田祐克[9]

## 小說獲選名單
僅列出歷屆第一名
- 2015年度第一名：《COLD HEART系列》木原音瀨[3]
- 2016年度第一名：《イエスかノーか半分か》一穂ミチ[4]
- 2017年度第一名：《悖德學園1 ─籠中之王─》樋口美沙緒[5]
- 2018年度第一名：《家的所在處　愛情可以分割嗎？》一穂ミチ[6]
- 2019年度第一名：《恋敵と虹彩～イエスかノーか半分か番外篇》一穂ミチ[7]
- 2020年度第一名：《美麗的他3》凪良ゆう[8]
- 2021年度第一名：《家的所在處　愛情可以分割嗎？番外篇4》一穂ミチ[9]